# Velmi nebezpečné známosti
Velmi nebezpečné známosti (v anglickém originále Cruel Intentions) je americká dramatická mediální franšíza, zahrnující tři filmy a televizní seriál, které vychází z románu Nebezpečné známosti francouzského spisovatele Pierra Ambroise Choderlose de Laclos z roku 1782. Tvůrcem série audiovizuálních děl je scenárista Roger Kumble, který napsal a režíroval první dva filmy z let 1999 a 2000.

## Filmy
| Český název                 | Originální název   | Premiéra                                                              | Režie        | Scénář       | Produkce       |
| --------------------------- | ------------------ | --------------------------------------------------------------------- | ------------ | ------------ | -------------- |
| Velmi nebezpečné známosti   | Cruel Intentions   | 5. března 1999 (USA) 17. června 1999 (ČR)                             | Roger Kumble | Roger Kumble | Neal H. Moritz |
| Velmi nebezpečné známosti 2 | Cruel Intentions 2 | 9. listopadu 2000 (Maďarsko) 13. března 2001 (USA) 1. dubna 2001 (ČR) | Roger Kumble | Roger Kumble | Neal H. Moritz |
| Velmi nebezpečné známosti 3 | Cruel Intentions 3 | 25. května 2004 (USA) 31. srpna 2004 (ČR)                             | Scott Ziehl  | Rhett Reese  | Neal H. Moritz |

## Seriál
- Velmi nebezpečné známosti (2024)

| Řada | Díly | Premiéra v USA     | Premiéra v USA     | Stanice v USA      |
| Řada | Díly | První díl          | Poslední díl       | Stanice v USA      |
| ---- | ---- | ------------------ | ------------------ | ------------------ |
| 1    | 8    | 21. listopadu 2024 | 21. listopadu 2024 | Amazon Prime Video |

### Zavržené projekty
Díky úspěchu filmu Velmi nebezpečné známosti měl pod vedením Rogera Kumblea vzniknout televizní seriál Manchester Prep, který měl sloužit jako prequel k filmu. Televizní stanice Fox objednala v roce 1999 celkem 13 dílů. Seriál měl být vysílán v televizní sezóně 1999/2000, projekt však byl nedlouho po zahájení produkce ze strany televize Fox zrušen. Natočeny byly dva díly, které byly roku 2000 upraveny do podoby filmu Velmi nebezpečné známosti 2, jenž byl vydán na nosičích pro domácí video.
V únoru 2016 objednala stanice NBC pilotní díl pro zamýšlený televizní seriál Cruel Intentions. Ten napsala trojice Kumble, Lindsey Rosin a Jordan Ross, režíroval jej Kumble. Hlavní postavou seriálu, odehrávajícího se 17 let po událostech prvního filmu, měl být Bash Casey, syn Sebastiana a Annette, který zjistí pravdu o minulosti svého otce. Bashe hrál Taylor John Smith, jeho matku Annette ztvárnila Kate Levering, která nahradila Reese Witherspoon z filmu. V roli Bashovy nevlastní tety Kathryn, jež se pokouší převzít moc ve Valmontově podnikatelském impériu, se opět představila Sarah Michelle Gellar. Natáčení probíhalo v březnu 2016. Po natočení pilotního dílu se ale televize NBC rozhodla dále v seriálu nepokračovat. Protože produkční společnost Sony Pictures Television s pilotem neuspěla ani u jiných televizních stanic, byl projekt koncem roku 2016 ukončen.

## Ostatní média
Podle filmu Velmi nebezpečné známosti napsal Roger Kumble ve spolupráci s Lindsey Rosin a Jordanem Rossem divadelní muzikálovou inscenaci. Muzikál Cruel Intentions: The Musical měl premiéru v roce 2015.